# Szabadszentkirály
Szabadszentkirály község Baranya vármegyében, a Szentlőrinci járásban.

## Fekvése
A vármegye középső-nyugati részén fekszik, Szentlőrinc délkeleti szomszédságában. A további szomszédos települések: északkelet felől Bicsérd, délkelet felől Pécsbagota, dél felől Velény, délnyugat felől Gerde, nyugat felől pedig Királyegyháza.

### Megközelítése
Csak közúton érhető el, legfontosabb megközelítési útvonala a Baksa-Szentlőrinc közt húzódó 5802-es út. Gerdével az 58 123-as, Velénnyel az 58 148-as számú mellékút köti össze; Bicsérddel és Királyegyházával nincs közvetlen közúti kapcsolata.
Vasútvonal nem érinti, a legközelebbi vasúti csatlakozási lehetőség a Budapest–Pécs-vasútvonal, a Murakeresztúr–Szentlőrinc-vasútvonal és a Szentlőrinc–Sellye-vasútvonal) közös szakaszának Szentlőrinc vasútállomása, a központtól körülbelül 7 kilométerre északnyugatra.

## Története
Szabadszentkirály (Szentkirály) nevét az oklevelek 1326-ban említették először Bart néven. 1332-1335 között Bart. (sac.) de S. Rege formában említették nevét. 1326-ban a pécsi káptalan kiküldöttjeként szereplő papja volt említve. A község nemességét állítólag Zsigmond királytól nyerte. A település a török időkben is lakott maradt.
1681-ben I. Lipót királytól új adománylevelet kaptak, amelyet Baranya vármegye 1697-ben megtartott közgyűlésén hirdetett ki. Minthogy azonban az adománylevél neveket nem sorol fel, csak a szentkirályi nemeseket említi, a vármegye közgyűlése 1716-ban utasította őket, hogy a családok egyenként bizonyítsák be nemesi származásukat. Pártfogásért újból a királyhoz fordultak, annál is inkább, mert a káptalan kényszerítette őket a jobbágyi szolgáltatások teljesítésére. III. Károly 1720-ban újból megerősítette Lipót adománylevelét és utasította a vármegyét, hogy minden erőszakkal szemben védelmezze meg őket. A közgyűlés erre bizottságot küldött ki, amely 1721-ben a helyszínen okmányok és tanúvallomások alapján megállapította 15 család nemességét, amelyet 1725-ben az általános nemesi vizsgálatok során újból elismertek.
A 20. század elején Baranya vármegye Szentlőrinci járásához tartozott.
Az 1910-es népszámláláskor 849 lakosa volt, melyből 833 magyar, ebből 836 római katolikus, 6 református, 6 izraelita volt.

## Közélete

### Polgármesterei
- 1990–1994: Frittmann László (független)[3]
- 1994–1998: Tököli Viktor (független)[4]
- 1998–2002: Tököli Viktor (független)[5]
- 2002–2006: Frittmann László (független)[6]
- 2006–2010: Frittmann László (független)[7]
- 2010–2011: Udvari Géza György (független)[8]
- 2011–2012: Dr. Bárány Melinda (független)[9]
- 2013–2014: Frittmann László (független)[10]
- 2014–2019: Almás Roland (Fidesz-KDNP)[11]
- 2019–2024: Almás Roland (Fidesz-KDNP)[12]
- 2024– : Almás Roland (Fidesz-KDNP)[1]

A településen 2011. július 17-én időközi polgármester-választást (és képviselő-testületi választást) tartottak, az előző képviselő-testület önfeloszlatása miatt. A választáson a hivatalban lévő polgármester is elindult, de öt jelölt közül csak a második helyet érte el. Alig másfél évvel később újabb időközi választásra került sor, ezúttal a polgármester lemondása miatt; a posztért meglehetősen nagy számú, összesen hat jelölt indult.

## Népesség
A település népességének változása:
| Lakosok száma | 793  | 756  | 755  | 702  | 728  | 742  | 716  | 714  |
|               | 2013 | 2014 | 2015 | 2019 | 2021 | 2022 | 2023 | 2024 |

A 2011-es népszámlálás során a lakosok 89,2%-a magyarnak, 9,9% cigánynak, 1,3% horvátnak, 1% németnek, 0,3% románnak, 0,3% szerbnek mondta magát (10,8% nem nyilatkozott; a kettős identitások miatt a végösszeg nagyobb lehet 100%-nál). A vallási megoszlás a következő volt: római katolikus 69,3%, református 3,8%, evangélikus 0,4%, felekezeten kívüli 5,9% (18,9% nem nyilatkozott).
2022-ben a lakosság 95,3%-a vallotta magát magyarnak, 6,3% cigánynak, 2% horvátnak, 1,2% németnek, 1,2% egyéb, nem hazai nemzetiségűnek (4,7% nem nyilatkozott; a kettős identitások miatt a végösszeg nagyobb lehet 100%-nál). Vallásuk szerint 46,6% volt római katolikus, 3% református, 0,3% evangélikus, 0,1% görög katolikus, 2,2% egyéb keresztény, 1,8% egyéb katolikus, 15,1% felekezeten kívüli (30,5% nem válaszolt).

### Lakóinak száma korcsoportok szerint
A helyi önkormányzat adatai szerint:
| Korcsoport    | 2006-ban | 2011-ben |  |
| ------------- | -------- | -------- |  |
| 0-17 éves     | 156 fő   | fő       |  |
| 18-54 éves    | 461 fő   | fő       |  |
| 55-69 éves    | 126 fő   | fő       |  |
| 70 év feletti | 80 fő    | fő       |  |
| Összesen:     | 823 fő   | fő       |  |

## Nevezetességei
- Római katolikus temploma 1849-ben épült.
- Szent István-szobor[17]

## Önkormányzat címe
- 7951 Szabadszentkirály, Petőfi u.90.